# Sap (village)
Pour les articles homonymes, voir Sap.
Sap est un village de Slovaquie situé dans la région de Trnava.

## Histoire
Première mention écrite du village en 1289.

## Démographie

### Évolution de la population
| Année:               | 1994. | 2004.   | 2014.   | 2024.   |
| -------------------- | ----- | ------- | ------- | ------- |
| Nombre de personnes: | 566   | 541     | 522     | 503     |
| Différence:          |       | -4,41 % | -3,51 % | -3,63 % |

| Année:               | 2023. | 2024. |
| -------------------- | ----- | ----- |
| Nombre de personnes: | 503   | 503   |
| Différence:          |       | +0 %  |